# Royaume d'Anurâdhapura
377 av. J.-C. – 1017
Entités précédentes :
- Royaume de Tambapanni

Entités suivantes :
- Empire chola
- Royaume de Polonnaruwa

Le royaume d'Anuradhapura, (cingalais : අනුරාධපුර රාජධානිය  ;  tamoul : அனுராதபுர இராச்சியம்), est l'une des premières monarchies de l'histoire du Sri Lanka, et l'un des royaumes du Rajarata, un des Royaumes cinghalais. 